# Фрамура
Фраму̀ра (на италиански: Framura, на местен диалект Framûa, Фрамура) е село и община в северозападна Италия, провинция Специя, регион Лигурия. Разположено е на 76 m надморска височина близо до източния бряг на Лигурското море. Населението на общината е 678 души (към 2011 г.).